# 克東県
克東県（こくとう-けん）は、中華人民共和国黒竜江省チチハル市に位置する県。県人民政府の所在地は克東鎮。国家級貧困県に指定されている。

## 地理
北部から東部にかけて黒河市（地級市）・北安市（県級市）、西部を克山県、南部から南西部を拝泉県と行政区境を接している。

## 歴史
1929年（民国18年）に設置された克東設治局を前身とする。満洲国が成立すると1933年（大同2年）に克東県に改編された。

## 行政区画
下部に5鎮、2郷を管轄：
- 鎮：克東鎮、宝泉鎮、乾豊鎮、玉崗鎮、蒲峪路鎮
- 郷：潤津郷、昌盛郷

## 交通

### 鉄道
- 中国国家鉄路集団
  - 中国鉄路ハルビン局集団公司
    - 斉北線（チチハル方面）- 克東駅（中国語版） -（北安方面）

### 道路
- 高速道路
  -  伊斉高速道路
- 国道
  -  G202国道
- 省道
  -  302省道

## 健康・医療・衛生

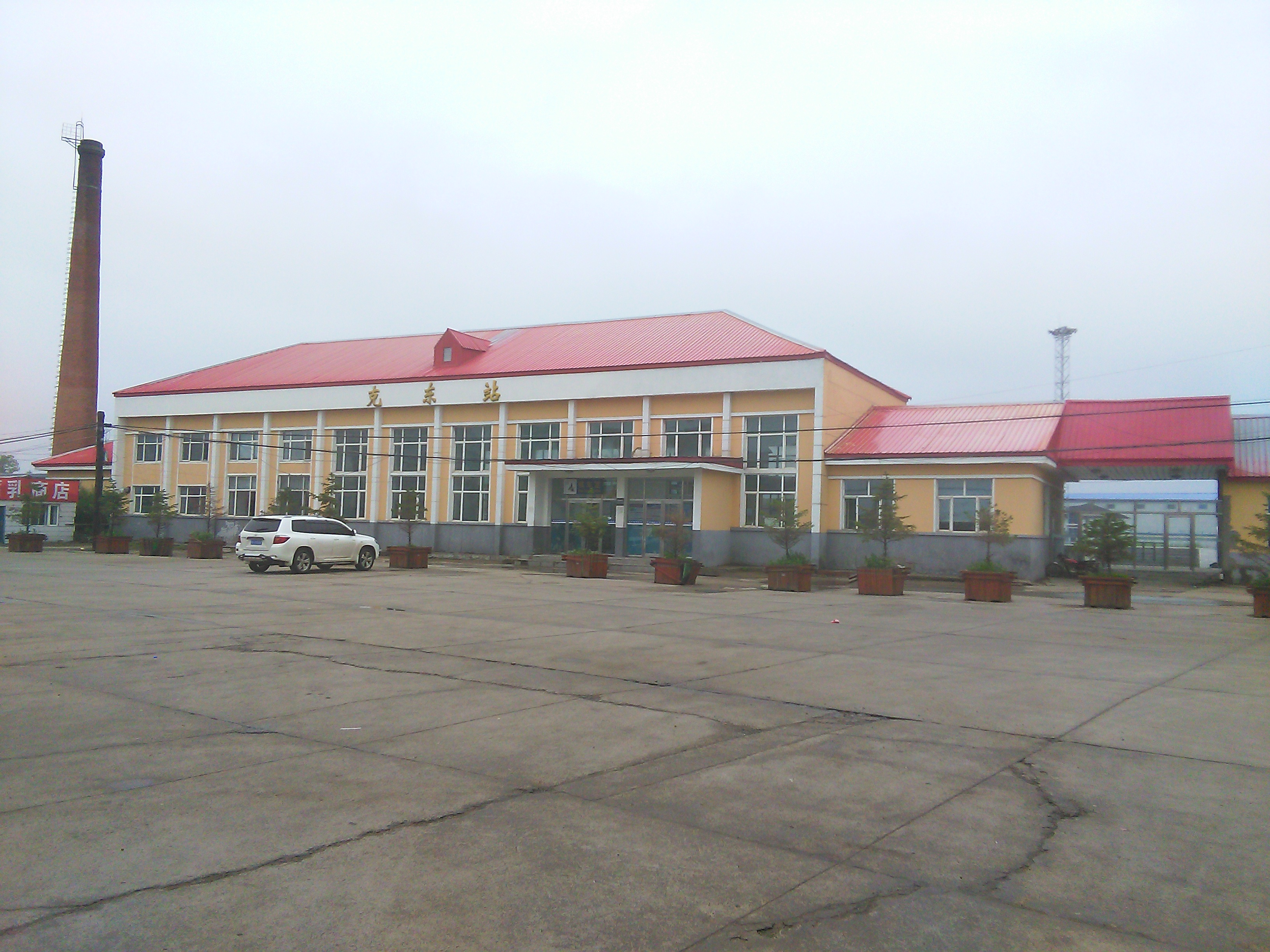
克東駅

- 克東県人民医院
- 克東県中医院
- 克東県婦幼保健院
- 克東県衛生防疫站

## 文化と観光
- 蒲峪路故址：金朝の北方重鎮、蒲峪路鎮古城村に位置する。